# 940

## Narození
- 10. června – Abu'l-Wafa, perský astronom a matematik († 15. července 998)

## Úmrtí
- ? – Taira Masakado

## Hlavy států
- České knížectví – Boleslav I.
- Papež – Štěpán VIII.
- Anglické království – Edmund I.
- Skotské království – Konstantin II. Skotský
- Východofranská říše – Ota I. Veliký
- Západofranská říše – Ludvík IV. Francouzský
- Uherské království – Zoltán
- První bulharská říše – Petr I. Bulharský
- Byzanc – Konstantin VII. Porfyrogennetos